# Sithon mamertina
Sithon mamertina är en fjärilsart som beskrevs av William Chapman Hewitson 1869. Sithon mamertina ingår i släktet Sithon och familjen juvelvingar. Inga underarter finns listade i Catalogue of Life.